# Received Signal Strength Indication
RSSI (ang. Received Signal Strength Indication) – wskaźnik mocy (nie jakości) odbieranego sygnału radiowego.
W większości przypadków mierzy, jak dobrze dane radio może usłyszeć inne podłączone radio klienta. W przypadku nadawania na większą odległość sygnał staje się słabszy, a szerokość pasma bezprzewodowego połączenia danych staje się wolniejsza. Prowadzi to do słabszego ogólnego poziomu wyjściowego danych.

## Pomiar RSSI
Pomiary RSSI reprezentują względną jakość odbieranego sygnału na urządzeniu. RSSI wskazuje poziom mocy odbierany po ewentualnej utracie na poziomie anteny i kabla. Im wyższa wartość RSSI, tym silniejszy sygnał. Jeśli uzyskany wynik pomiaru jest bliższy zeru, zwykle oznacza to silny poziom sygnału. Na przykład -50 to całkiem dobry sygnał, -75 – całkiem rozsądny, a -100 to w ogóle brak sygnału.